# Новомар'ївка (Покровський район)
Новома́р'ївка (хутір Шидлівський, хутір Мар'їнський, хутір Классена) — село Криворізької сільської громади Покровського району Донецької області, Україна.

## Історія
На мапі 1861 року позначено, що на місці нинішнього села знаходився хутір Шидлівський.
Наступним господарем хутора був Генріх Абрахам Классен. Маєток Маріїнське знаходилося на березі річки Бик, лівої притоки Самари, приблизно в 16 км від залізничної станції Гришине Бахмутського повіту. Власником маєтку був Генріх Абрамович Классен. Відповідно до сімейних записів Классеном маєток Маріїнське становили 2250 дес. землі. За документами Гальбштадского волосного управління сумарна площа володінь Г.Классена в 1908 році становила 3085 дес. Близько половини цієї ділянки використовувалася під посіви зернових, а інша — під пасовища і для сінокосу.
У Маріїнському налічувалося 20 корів голштинської породи, до 70 робочих волів, 3000 мериносових овець і багато коней. Поля були такими великими, що на них могли одночасно працювати до 20 сільгоспмашин. На березі річки Бик розташовувався цегельний заводу і, ймовірно, що цеглини з клеймом «К», знайдені на хуторі Зудермана, виготовлялися саме тут. За переписом 1912 року тут проживало 9 постійних жителів. На північ від хутора Маріїнський, розташовувався хутір Зелений Генріха Зудермана, дружина якого Марія була старшою сестрою Генріха Классена.
Швидше за все, тільки перший час сім'я Классена проживала в Маріїнському. Пізніше вони переселилася в інший куплений ними хутір Раймерхоф, який знаходився в Таврійській губернії в двох кілометрах на південь від села Альтенау Молочної колонії і в одному кілометрі на північ від хутора Пригір'я, що належав Давиду Абрамовичу Классеном — старшому братові Генріха.
Керуючим Маріїнського з 1906 по 1918 був Густав Аронович Ремпель (10.08.1868 — 5.03.1922 рр.). Саме він і його родина, щоб уникнути розстрілу в 1918 році, змушені були тікати з маєтку в село Гнаденфельд Молочної колонії. Маєток Маріїнське місцеві жителі називали «хутір Классена».
Землю і всю приватну власність після революції 1917 року націоналізували і передали в колгосп. Сьогодні від колишнього маєтку нічого не залишилося.